# Micronectidae
Micronectidae (лат.) — cемейство водных клопов надсемейства Corixoidea.

## Описание
Водные клопы длиной тела от 0,8 до 5 мм с веслообразными задними ногами.

## Экология
Обитают преимущественно в стоячих водоёмах, особенно на дне мелких прудов и озёр, на рисовых полях, в дренажных системах. Также встречаются в зарослях водной растительности по берегам проточных водоемов. Два вида (Micronecta quadristrigata и Micronecta lundibunda) могут жить солоноватых водах.

## Классификация
Описаны в 1924 голу Тадеушем Ячевским в ранге подсемейства семейства гребляков. В 2002 году Нико Низер обосновал повышение статуса таксона до уровня семейства. Рассматривая палеонтологические данные, Юрий Попов в 2014 году утверждал, что Micronectidae и Diaprepocoridae следует рассматривать как подсемейства Corixidae. Молекулярно-филогенетический анализ, проведенных в 2019—2020 годах, подтвердил, что Corixidae, Micronectidae и Diaprepocoridae образуют отдельную кладу. В семействе Micronectidae выделяют два подсемейства и семь родов.
- Micronectinae
  - Austronecta Tinerella, 2013
  - Micronecta Kirkaldy, 1897
  - Monogobia Nieser & Chen, 2006
  - Papuanecta Tinerella, 2008
  - Synaptonecta Lundblad, 1933
  - Tenagobia Bergroth, 1899
- Synaptogobiinae
  - Synaptogobia Nieser & Chen, 2006

## Распространение
Встречаются в тропических регионах встречаются в тропических регионах, особенно многочисленны Юго-Восточной Азии. Род Papuanecta является эндемиком Новой Гвинеи, Austronecta встречается только в Австралии, роды Monogobia и Tenagobia — в Неотропике.